# Česká Lípa

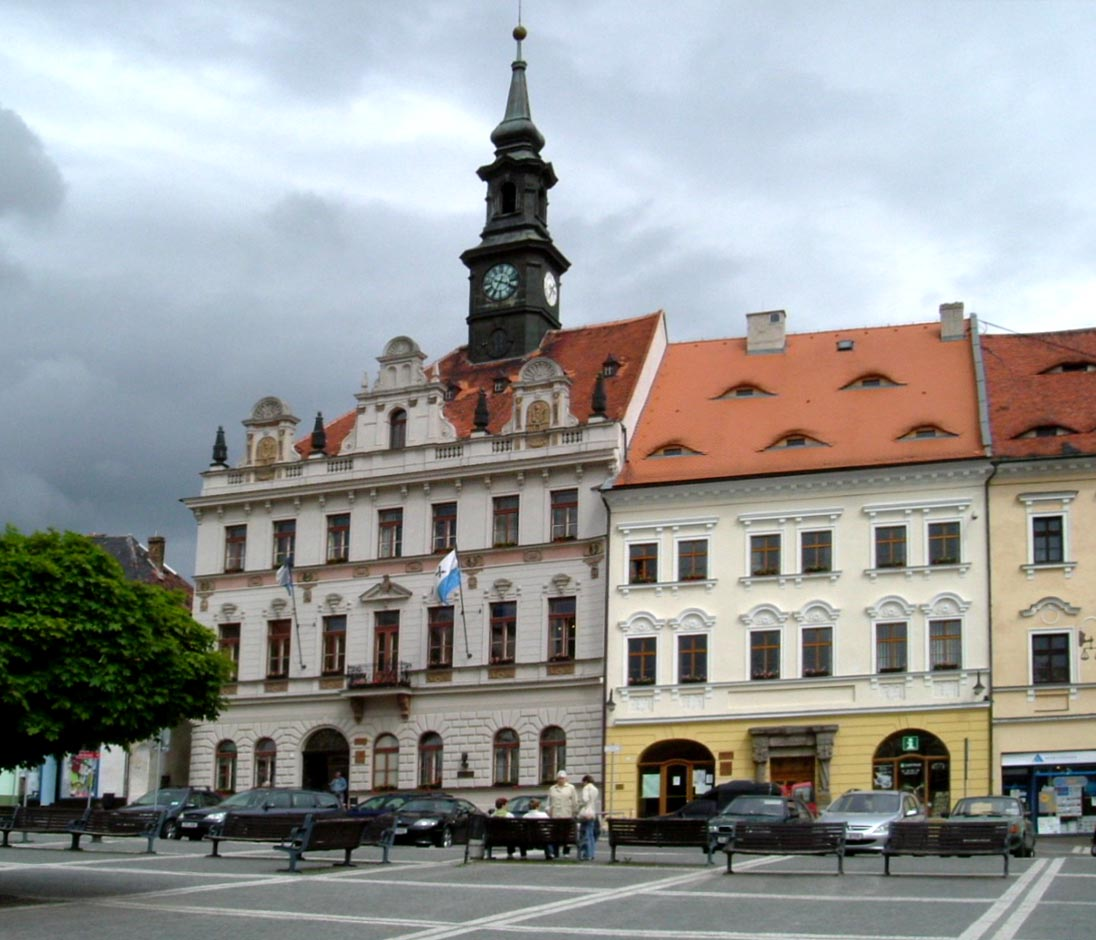
Piactér, városháza

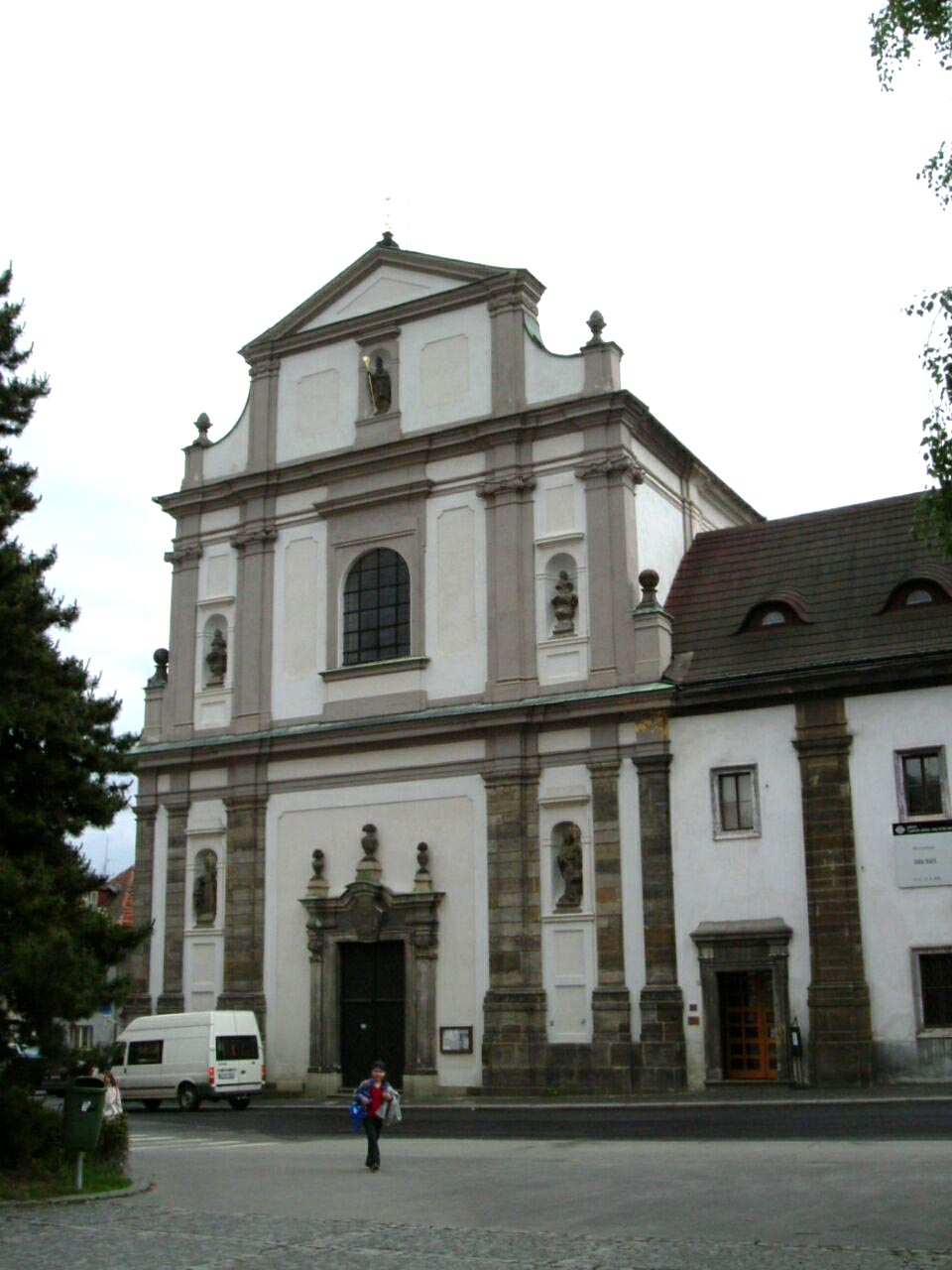
Kolostor

Česká Lípa (németül: Böhmisch Leipa, lengyelül: Czeska Lipa) csehországi város a Libereci kerületben (kraj), 63 km-re északra Prágától. A város a Ploučnice folyó partján fekszik, történelmi magja a folyó jobb partján van. Česká Lípának 14 kerülete van, 63,24 km² a területe, lakossága 38 830 fő. Irányítószáma 470 01.

## Története
Szláv település a 10. században, első írásos említése 1263-ban, amikor a Ploučnice folyó gázlója mellett felépítették Lipá vízi várát a lausitzi úton és a vár mellett város épült. Česká Lípa a Lípa urak birtokaként épült fel, városi jogokat 1381-ben kapott. A város sokáig földesúri tulajdonban volt, 1634-1848 között a birtokos a Kaunitz család volt. A város a 16. században nagy fejlődést ért meg. 1787-ben hatalmas tűzvész pusztított, gyakorlatilag minden épület, a templomokat is beleértve leégett. 1850-ben vasúti csomópont lett. A 19. században a város klasszicista külsőt öltött, a századfordulón sok szecessziós épületet emeltek.
A Beneš-dekrétumok értelmében azokat a német lakosokat, akik támogatták Csehszlovákia megszállását a Nemzetiszocialista Németország által, 1945-ben kitelepítették és vagyonukat elkobozták. Lakosainak száma 1930-ban 13 714, 1939-ben 12 000, 1947-ben 11 991 volt, jelenleg 38 830 fő.

## Műemlékek
- korábbi gótikus vízivár, a 17. században alakították át a reneszánsz kastélyt, a második világháborúban részben lerombolták.
- Vörös ház – reneszánsz nyári kastély 1583-ból
- Neoreneszánsz városháza 1823-ból
- eredetileg gótikus szent Kereszt templom (1385) átépítve neogótikus stílusban 1897-ben
- Késő gótikus Mária Magdolna templom alapítva a 13. században, 1414-ben átépítette B. Rejt
- Albrecht von Wallenstein alapította Augistiniánus kolostor 1627-ből. Jelenleg járási múzeum.
- Mária születése barokk templom 1714-ből
- Barokk pestis oszlop (szentháromság) a T.G. Masaryk téren (1681)
- Empire kút delfinnel 1837-ből

## Híres személyek
- Josef G. Mikan (1743–1814) orvos és botanika professzor a prágai egyetemen
- Vilém Horn (1809–1891) fényképész és az első fényképészeti folyóirat kiadója
- Martin Dušek (1978) cseh filmrendező

## Kerületek
(Zárójelben a német név)
- Česka Lipa (régen Častolovice) (Schaßlowitz)
- Dobranov (Dobern)
- Dolní Libchava (Niederliebich)
- Dubice (Kleinaicha)
- Heřmaničky (Hermsdorf)
- Lada (Jägersdorf)
- Manušice (Manisch)
- Okřešice (Aschendorf)
- Písečná (Pießnig)
- Robeč (Robitz)
- Stará Lípa (Altleipa)
- Vítkov (Leskenthal)
- Vlčí Důl (Wolfsthal)
- Žizníkov (Schießnig)

## Népesség
A település népessége az elmúlt években az alábbi módon változott:
| Lakosok száma | 9244 | 10 731 | 15 335 | 14 656 | 25 999 | 36 805 | 37 201 | 37 525 | 36 740 | 36 815 |
|               | 1869 | 1900   | 1921   | 1961   | 1980   | 2014   | 2017   | 2020   | 2022   | 2025   |